# Jan Moťka
Jan Moťka (18. prosince 1903 Savín – ?) byl důstojník Československé armády a partyzánský velitel v období druhé světové války.

## Život

### Před druhou světovou válkou
Jan Moťka se narodil 18. prosince 1903 v Savíně u Litovle. Vystudoval střední školu a poté se rozhodl pro službu v armádě. Mezi lety 1923 a 1925 vystudoval Vojenskou akademii v Hranicích a důstojnickou kariéru zahájil v hodnosti poručíka. Sloužil u různých jednotek a dosáhl hodnosti štábního kapitána. Oženil se, v roce 1937 se mu narodila dcera, poté ovdověl.

### Druhá světová válka
Po německé okupaci v březnu 1939 se Jan Moťka stal příslušníkem Vládního vojska a sloužil v Lipníku nad Bečvou. V květnu 1944 byl i s jednotkou odeslán do severní Itálie, kde na popud svob. Aloise Votruby 25. června téhož roku u San Francesca zběhl s dalšími třiceti devíti muži k partyzánům. Stal se velitelem partyzánského oddílu, kde se postupně soustředilo celkem sedmdesát dva bývalých příslušníků Vládního vojska. Již následující den se jednotka na žádost velitele 18. partyzánské brigády Giovanniho Pierota účastnila obrany Coria, následně byla pověřena obranou Pian d'Audi. Úzce spolupracovala s dalšími oddíly československých partyzánů. Na počátku září byl Jan Moťka ve Forno Alpi Graie informován důstoníky britské Special Operations Executive o vylodění Československé samostatné obrněné brigády v Normandii. Po získání povolení od Giovanniho Pierota přešla Moťkova jednotka a jednotka npor. Leopolda Vrány společně s dalšími třiceti partyzány z Jugoslávie Alpy do francouzského  Bonneville. Po prezentaci u náhradní jednotky Československé samostatné obrněné brigády byl Jan Moťka odvelen do Velké Británie, kde sloužil až do konce války.

### Po druhé světové válce
Po skončení druhé světové války působil Jan Moťka u Československé armády až do svých padesáti pěti let, kdy odešel v hodnosti podplukovníka do zálohy. Žil v Liberci a zabýval se shromažďování informací o působení Čechoslováků v partyzánských jednotkách v severní Itálii. Své poznatky posléze předal Vojenskému historickému archívu.

## Vyznamenání
- Československý válečný kříž 1939
- Československá medaile za zásluhy I. stupně
- Pamětní medaile československé armády v zahraničí
- Odznak Československého partyzána